# Kościół św. Józefa Oblubieńca Najświętszej Maryi Panny i św. Jana od Krzyża w Warszawie
Kościół świętego Józefa Oblubieńca Najświętszej Maryi Panny i świętego Jana od Krzyża w Warszawie – rzymskokatolicki kościół parafialny należący do parafii św. Józefa Oblubieńca Najświętszej Maryi Panny w Warszawie (dekanat wolski archidiecezji warszawskiej). Znajduje się w warszawskiej dzielnicy Wola, na osiedlu Koło.

## Historia
Świątynia została poświęcona 6 sierpnia 1951 roku przez kardynała Stefana Wyszyńskiego, prymasa Polski. Prace wykończeniowe wewnątrz świątyni trwały przez kolejne lata. W 1955 roku została wzniesiona kopuła z polichromią autorstwa profesorów Józefa Sławińskiego i Michała Baranowskiego, którzy następnie pokryli barwnymi malowidłami prezbiterium.

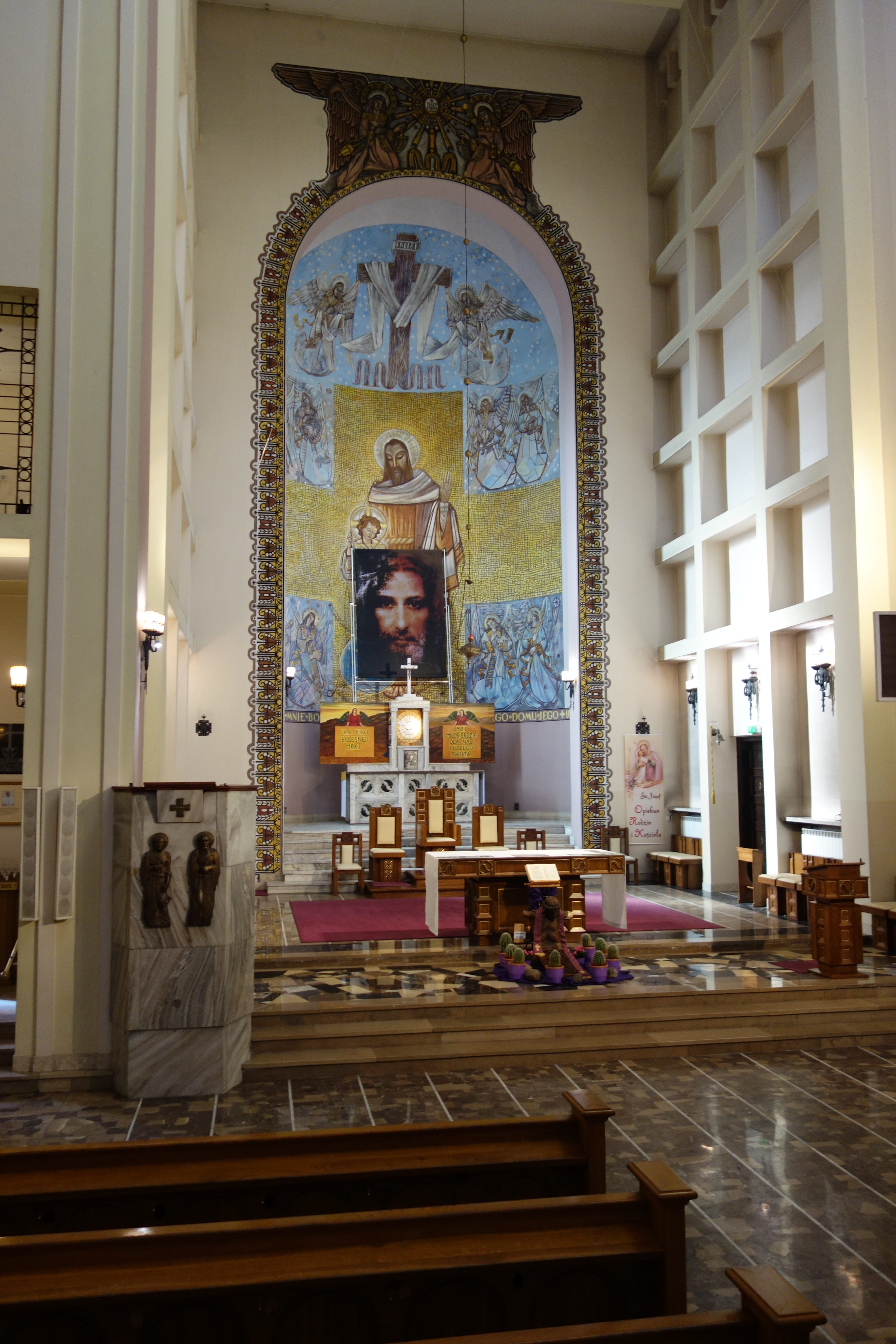
Wnętrze świątyni

1 czerwca 1963 roku Prymas Tysiąclecia konsekrował ukończony kościół.
19 marca 2021 roku kard. Kazimierz Nycz ustanowił świątynię na Kole diecezjalnym sanktuarium św. Józefa.

## Architektura i wnętrze
Dwupoziomowa świątynia zajmuje powierzchnię 900 metrów kwadratowych i osiąga wysokość 37 metrów. Trzynawowy kościół został wzniesiony w stylu modernistycznym – reprezentuje typ bazylikowy. Na miejscu skrzyżowania nawy głównej z transeptem jest umieszczona potężna kopuła na planie ośmiokąta. Druga kopuła znajduje się nad kaplicą adoracyjną. Z przodu – po obu stronach fasady – znajdują się wieże z otworami dzwonnymi. Między nimi jest usytuowana ażurowa ściana z małą rozetą okienną. Cennymi elementami wyposażenia budowli są stacje Drogi Krzyżowej i witraże wykonane przez artystkę Marię Hiszpańską-Neuman, a także prace znanego artysty rzeźbiarza, prof. Gustawa Zemły, m.in.: monumentalny krzyż z figurą Pana Jezusa i tablice przedstawiające tajemnice różańcowe. W latach 2013–2015 został wykonany kompleksowy remont wnętrza świątyni razem z wymianą wszystkich instalacji, renowacją posadzki i wystrojem liturgicznym.